# Когнітрон

Шари та нейрони когнітрону

Когнітрон — штучна нейронна мережа на основі принципу самоорганізації. Своєю архітектурою когнітрон схожий на будову зорової кори, має ієрархічну багатошарову організацію, в якій нейрони між шарами пов'язані тільки локально. Навчається конкурентним навчанням (без учителя). Кожен шар мозку реалізує різні рівні узагальнення; вхідний шар чутливий до простих образів, таким, як лінії, і їх орієнтації в певних областях візуальної області, у той час як реакція інших шарів є більш складною, абстрактною і незалежною від позиції образу. Аналогічні функції реалізовані в когнітроні шляхом моделювання організації зорової кори.
Неокогнітрон є подальшим розвитком ідеї когнітрона і більш точно відображає будову зорової системи, дозволяє розпізнавати образи незалежно від їх перетворень, обертань, перекручувань і змін масштабу. Неокогнітрон може як самонавчатися, так і навчатися з учителем. Неокогнітрон отримує на вході двовимірні образи, аналогічні зображень на сітківці очі, і обробляє їх у наступних шарах аналогічно тому, як це було виявлено в зоровій корі людини. Звичайно, в неокогнітроні немає нічого, що обмежує його використання тільки для обробки візуальних даних, він досить універсальний і може знайти широке застосування як узагальнена система розпізнавання образів.

## Біологічний прототип
У зоровій корі були виявлені вузли, що реагують на такі елементи, як лінії і кути певної орієнтації. На більш високих рівнях вузли реагують на більш складні і абстрактні образи такі, як кола, трикутники і прямокутники. На ще вищих рівнях ступінь абстракції зростає до тих пір, поки не визначаться вузли, що реагують на особу, і складні форми. У загальному випадку вузли на більш високих рівнях отримують вхід від групи низькорівневих вузлів і, отже, реагують на ширшу область візуального поля. Реакції вузлів більш високого рівня менше залежать від позиції й стійкіші до спотворень.

## Архітектура когнітрону
Когнітрон складається з ієрархічно пов'язаних шарів штучних нейронів двох типів — гальмівних і збуджуючих. Стан збудження кожного нейрона визначається співвідношенням його гальмівних і збуджуючих входів, однак насправді механізм є більш складним, ніж просте підсумовування. Синаптичні зв'язки йдуть від нейронів одного шару (далі шару 1) до наступного (шару 2). Щодо даного синаптичного зв'язку, відповідний нейрон шару 1 є пресинаптичним, а нейрон другого шару — постсинаптичним. Постсинаптичні нейрони пов'язані не з усіма нейронами 1-го шару, а лише з тими, які належать до їх локальної області зв'язків. Області зв'язків близьких один до одного постсинаптичних нейронів перекриваються, тому активність даного пресинаптичного нейрона буде позначатися на все ширшій області постсинаптичних нейронів наступних шарів ієрархії.
Дана нейронна мережа одночасно є як моделлю процесів сприйняття на мікрорівні, так і обчислювальної системою, що застосовується для технічних завдань розпізнавання образів.